# Amerikai Horror Story: Rémségek cirkusza
Az Amerikai Horror Story: Rémségek cirkusza (eredeti cím: American Horror Story: Freak Show) az Amerikai Horror Story negyedik évada. A sorozatot az FX-en mutatták be 2014. október 8-a és 2015. január 21-e között. Az események középpontjában egy fura szerzeteket gyűjtő cirkusz áll. Magyarországon a Viasat 6-on fut. A premier 2015. április 3-án indul dupla epizóddal.
A főcím zenét szerezte: Melanie Martinez

## Bevezető
A sorozat története most az 1950-es években Floridában játszódik. A történet egy furcsa cirkuszi társaságról szól, amiben torz emberek szórakoztatják a közönséget. A sorozat középpontjában a társulatban és az őket meg nem értő normál emberek közötti konfliktusok, cselszövések és morbid dolgok állnak.

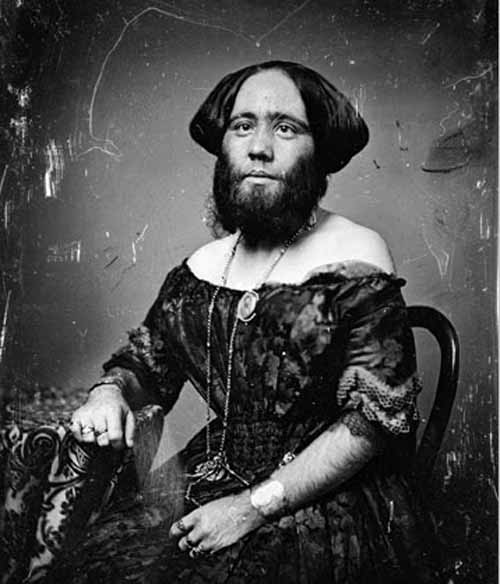
Többek között a 19. században élt Madame Clofullia,
híres szakállas nő karaktere is feltűnik az évadban.

## Szereplők
| Szerep                  | Színész              | Magyar hang        | Leírás                                                                                              | Epizódok |
| ----------------------- | -------------------- | ------------------ | --------------------------------------------------------------------------------------------------- | -------- |
| Elsa Mars               | Jessica Lange        | Csere Ágnes        | Az egyik utolsó megmaradt rémcirkusz emigráns, német igazgatója                                     | 13       |
| Jimmy Darling           | Evan Peters          | Czető Roland       | Ollókezű fiú, anyjával együtt a cirkusz rémei nevelték                                              | 13       |
| Paul                    | Matt Fraser          | Fehér Péter        | Csonka karokkal született férfi, akit fókafiúként hirdetnek.                                        | 13       |
| Amazon Eve              | Erika Ervin          | Kiss Eszter        | Abnormálisan magas zongoristanő                                                                     | 13       |
| Lábatlan Suzie          | Rose Siggins         | Csonka Anikó       | Láb nélkül született, gördeszkával közlekedő nő                                                     | 13       |
| Bette Tattler           | Sarah Paulson        | Peller Anna        | Sziámi ikerpár, anyjuk megölése miatt körözi őket a rendőrség, ám a cirkusz menedéket nyújt nekik   | 12       |
| Dot Tattler             | Sarah Paulson        | Peller Anna        | Sziámi ikerpár, anyjuk megölése miatt körözi őket a rendőrség, ám a cirkusz menedéket nyújt nekik   | 12       |
| Desiree Dupree          | Angela Bassett       | Bognár Gyöngyvér   | Hárommellű nő, egész életén át hermafroditának hitte magát                                          | 12       |
| Dandy Mott              | Finn Wittrock        | Szatory Dávid      | Elkényeztetett, mentálisan beteg arisztokratafiú, aki gyilkos ámokfutásba kezd                      | 12       |
| Ma Petite               | Jyoti Amge           | Györke Laura       | A világ legkisebb nője, korábban egy maharadzsa kedvence                                            | 12       |
| Ethel Darling           | Kathy Bates          | Molnár Piroska     | Jimmy anyja, a szakállas nő                                                                         | 10       |
| Maggie Esmeralda        | Emma Roberts         | Bogdányi Titanilla | Jövendőmondó imposztor                                                                              | 10       |
| Stanley                 | Denis O'Hare         | Harsányi Gábor     | Simlis haszonleső, aki múzeumba állítaná a rémeket, holtan                                          | 10       |
| Pepper                  | Naomi Grossman       | Kokas Piroska      | Elsa rémcirkuszának mikrokefáliában szenvedő tagja                                                  | 10       |
| Dell Toledo             | Michael Chiklis      | Berzsenyi Zoltán   | Jimmy apja, Desiree aktuális, Ethel volt férje, a cirkusz látens homoszexuális, agresszív erőembere | 9        |
| Gloria Mott             | Frances Conroy       | Egri Márta         | Dandy vérfertőző anyja                                                                              | 8        |
| Penny Amhost            | Grace Gummer         | Sallai Nóra        | Középosztálybeli lány, aki megunta szürke életét                                                    | 7        |
| Twisty                  | John Caroll Lynch    | Háda János         | Tragikus sorsú, fogyatékos bohóc                                                                    | 5        |
| Dora Ross               | Patti LaBelle        | Pintér Mónika      | A Mott család házvezetőnője                                                                         | 5        |
| Bonnie Lipton           | Skyler Samuels       | Mórocz Adrienn     | Twisty által rabul ejtett, kényszerített felvigyázó                                                 | 4        |
| Edward Mordake          | Wes Bentley          | Orosz Ákos         | Töppedt ikerszarkómás férfi, akiről halloweeni legenda kering                                       | 3        |
| Massimo Dolcefino       | Danny Huston         | Kőszegi Ákos       | Elsa igaz szerelme és védelmezője, műlábainak faragója                                              | 3        |
| Angus T. Jefferson      | Malcolm-Jamal Warner | Bognár Tamás       | Desiree végső szerelme                                                                              | 3        |
| Regina Ross             | Gabourey Sidibe      | Szilágyi Csenge    | Dora lánya, Dandy Mott gyerekkori barátja                                                           | 3        |
| Meep                    | Ben Woolf            | Szokol Péter       | Alacsony cirkuszi rém, aki kisállatok fejét harapja le                                              | 3        |
| Chester Creb            | Neil Patrick Harris  | Markovics Tamás    | Bűvész, a háborúban szellemileg komolyan megsérült                                                  | 2        |
| Marjorie                | Jamie Brewer         | Pupos Tímea        | Chester Creb bábja, akit valódinak hisz                                                             | 2        |
| Myrna                   | Ashlynn Ross         | Hábermann Lívia    | Jimmy Darling visszatérő kuncsaftja, Dandy Mott tömegmészárlásának áldozata                         | 2        |
| Mary Eunice McKee nővér | Lily Rabe            | Solecki Janka      | Pepper mentora, a Briarcliff Elmegyógyintézet segítőkész, jóságos apácája                           | 1        |
| Andy                    | Matt Bomer           | Hujber Ferenc      | Dell reménybeli partnere, homoszexuális férfiprostituált                                            | 1        |

## Epizódok
| Sor. | Év. | Cím                                                      | Rendező             | Író                         | Premier                              | Nézettség   |
| --- | --- | -------------------------------------------------------- | ------------------- | --------------------------- | ------------------------------------ | ----------- |
| 39. | 1.  | A szörnyek köztünk élnek ("Monsters Among Us")           | Ryan Murphy         | Ryan Murphy és Brad Falchuk | 2014. október 8. 2015. április 3.    | 6.13 millió |
| 1952-ben, a Floridai Jupiterben járunk. Egy sebesült sziámi ikerpárt, Bette és Dot Tattlert (Sarah Paulson) kórházba szállítanak, miután az anyjukat holtan találták a házukban. Bette mindig jókedvű és barátságos, ellentétben Dot-tal, aki keveset beszél és mogorva. A német származású Elsa Mars (Jessica Lange), aki egy rémcirkusz tulajdonosa a hírek hallatán felkeresi a lányokat, és felajánlja nekik, hogy csatlakozzanak a társulatához. Eközben Twisty, a groteszk bohóc sorra szedi áldozatait: először egy fiatal lányt rabol el, akinek szerelmét brutálisan meggyilkolja, majd egy családi házba tör be, ahol a szülőket szintén megöli, kisfiukat pedig magával viszi. Elsa rájön, hogy az ikrek gyilkolták meg az anyjukat, majd szándékosan megsebesítették magukat, hogy betörésnek tűnjön a dolog. Bette és Dot végül csatlakoznak a Rémségek Cirkuszához. A társulat fontosabb tagjai közé tartozik Jimmy Darling (Evan Peters), az ollókezű fiú, édesanyja, Ethel Darling (Kathy Bates) aki szakálláról híres, továbbá Paul, akinek csonka kezei vannak és Amazon Eve, aki egy rendkívül magas nő. A cirkuszba ellátogat Penny, egy egyszerű tinilány, hogy a rémségek között élje ki vágyait. A nyomozás közben az ikrekre terelődik a gyanú a gyilkossági ügyben, és egy rendőrtiszt letartóztatja őket a cirkuszban. Jimmy megöli a férfit, ezzel megmentve a lányokat. Az esti előadáson részt vesz egy gazdag hölgy, Gloria Mott (Frances Conroy) és elkényeztetett fia, Dandy (Finn Wittrock), aki megszállottan érdeklődik a szörnyszülöttek után. Dandy meg akarja venni az ikreket, de ők úgy döntenek, hogy maradnak. Az epizód végén Twisty a cirkusz körül settenkedik, és az is kiderül, hogy Elsa-nak valójában műlábai vannak. |     |                                                          |                     |                             |                                      |             |
| 40. | 2.  | Mészarlás és matiné ("Massacres and Matiness")           | Alfonso Gomez-Rejon | Tim Minear                  | 2014. október 15. 2015. április 3.   | 4.53 millió |
| A rendőrök a cirkuszba látoganak, az eltűnt nyomozót keresve, és a gyilkosságokra való tekintettel kijárási tilalmat rendelnek el Jupiterben. Jimmy, Paul és Amazon Eve elégetik a holttestet, és eltüntetik a nyomokat, a rendőr jelvényét kivéve. Másnap új tagokkal bővül a társulat: Dell Toledo (Michael Chiklis), az erőember, és hermafrodita felesége, Desiree (Angela Bassett) személyében, akinek 3 melle van. A pár egy gyanús gyilkosság elől menekül, amelyet Dell követett el. Eközben kiderül, hogy a férfi valójában Ethel volt férje és Jimmy apja. Elsa biztonsági őrként alkalmazza Dellt, de hamar megbánja, mert a férfi Elsa akarata ellenére az esti előadás helyett matinét szervez, ráadásul Jimmyre is rátámad. A matinén az ikrek is fellépnek, de míg Dot igazi sztárként énekel, Bette-nek csak hamis hangok jönnek ki a torkán. A műsor közben Jimmy a nyomozó jelvényét Dell lakókocsijában rejti el, de az észreveszi, és a társulat egy másik tagja, Meep ágyába teszi a bizonyítékot. Másnap a rendőrök házkutatást tartanak a cirkuszban, és letartóztatják Meepet, akit a börtönben meggyilkolnak. Éjjel Elsa meglátogatja Bette-t miközben Dot alszik, és arra bátorítja, hogy szálljon szembe testvérével. Mindeközben Twisty, a bohóc újabb gyilkosságokat követ el: most egy játékbolt dolgozóit öli meg, majd levágja a fejüket. Ahogy az úton sétál, találkozik Gloriaval, aki aggódik Dandy beteges viselkedése miatt. A nő felbéreli őt, azt remélve, hogy ez majd felvidítja Dandyt. A fiú eközben Jimmynek könyörög, hogy csatlakozhasson a társulatba, de ő nemet mond neki. Hazaérve Dandy Twistyvel találja szemben magát. Amikor a bohóc nem figyel, a fiú belenéz a táskájába, amiben egy levágott fejet talál. Twisty elviharzik, Dandy pedig egészen a rejtekhelyéig követi. Amint a bohóc hazaér, a gyerekek megpróbálnak megszökni, de Dandy és Twisty együtt elkapják, és visszaviszik őket a lakókocsiba. |     |                                                          |                     |                             |                                      |             |
| 41. | 3.  | Edward Mordrake - 1. rész ("Edward Mordrake (Part 1)")   | Michael Uppendahl   | James Wong                  | 2014. október 22. 2015. április 10.  | 4.44 millió |
| Edward Mordrake előkelő családból lett mutatványos, majd őrült. Halloween éjszakáján megölte az összes társát, ezért a cirkuszosok nem lépnek fel és nem is tartanak próbát. A történet szerint ha Halloween mégis megteszik ő megjelenik és elvisz magával egy torz előadót. Elsa ezt buta legendának tartja így készül a fellépésre, de Edward csakugyan megjelenik... |     |                                                          |                     |                             |                                      |             |
| 42. | 4.  | Edward Mordrake - 2. rész ("Edward Mordrake (Part 2)")   | Howard Deutch       | Jennifer Salt               | 2014. október 29. 2015. április 10.  | 4.51 millió |
| Edward Mordrake minden cirkuszost meglátogat, hogy hallja a legsötétebb történetüket és megkeresse azt az egyet akit elvisz magával. A gyilkos bohócnak egy "rajongója" akad, aki a társa lesz és segédkezik az őrült tetteihez. |     |                                                          |                     |                             |                                      |             |
| 43. | 5.  | Rózsaszín Tündértorta ("Pink Cupcakes")                  | Michael Uppendahl   | Jessica Sharzer             | 2014. november 5. 2015. április 17.  | 4.22 millió |
| Egy morbid dolgokat kiállító múzeumnak újdonságra van szüksége, ezért Maggie beépül a cirkuszba, mint jósnő, Spencer pedig TV-s szakmában jártas embernek adja ki magát, így próbálva meg irányítani Elsa-t. A gazdag családból származó és elkényeztetett Dandy unalmában bekattan, majd a gyilkos bohócnak segédkezik. Később megöli a szolgálójukat. |     |                                                          |                     |                             |                                      |             |
| 44. | 6.  | Telitalálat ("Bullseye")                                 | Howard Deutch       | John J. Gray                | 2014. november 12. 2015. április 17. | 3.65 millió |
| Az ikrek Dandyhez kerülnek. Dot utálja, Bette viszont oda van érte. A cirkuszban úgy vélik Elsanak köze van az eltűnésükhöz. Maggie aki jövendőmondónak adja ki magát újabb áldozatot szemelt ki. Dandy elolvassa Dot naplóját amiből kiderül, hogy csak kényszerből maradnak, mert a fiú felajánlotta, hogy kifizeti a műtétet ami szétválasztaná a két lányt. Dandy ekkor kést ragad és utánuk indulna, de megjelenik Jimmy. |     |                                                          |                     |                             |                                      |             |
| 45. | 7.  | Erőpróba ("Test of Strength")                            | Anthony Hemingway   | Crystal Liu                 | 2014. november 19. 2015. április 24. | 3.91 millió |
| Jimmy elhozza az ikreket a fogságból. Megzsarolják Elsat, hogy intézzen nekik ezt-azt és ők hallgatnak arról, hogy eladta őket. Mivel Maggie nem tudta megölni egyik torz cirkuszost sem, ezért Spencer új embert keres, hogy beszerezhesse a torz alakokat gyűjtő múzeumnak a legújabb "árut". |     |                                                          |                     |                             |                                      |             |
| 46. | 8.  | Vérfürdő ("Blood Bath")                                  | Bradley Buecker     | Ryan Murphy                 | 2014. december 3. 2015. április 24.  | 3.30 millió |
| Dandy anyja pszichiáter segítséget kéri fia miatt. Gyerekként megölte kutyáját, a szomszéd kisfiú akivel együtt volt egyszer csak eltűnt, felnőttként megölte bejárónőjüket. Később a nő lánya is megjelenik. Jimmy anyja, Ethel öngyilkosságot követ el. Elsa új tagot hoz a társulathoz. Az egyik mutatványos szeret egy lányt de apja ezt nem tűri így elcsúfítja saját gyermekét. Beáll a cirkuszosokhoz és a többi nővel és bosszút tervelnek ki. |     |                                                          |                     |                             |                                      |             |
| 47. | 9.  | Edénybemutató és mészárlás ("Tupperware Party Massacre") | Loni Peristere      | Brad Falchuk                | 2014. december 10. 2015. május 1.    | 3.07 millió |
| Ethel elrejtette az ikreket Elsa elől. Később megtalálják őket Spencerrel és elviszik őket ál indokokra hivatkozva. A cirkuszból ismét eltűnik az egyik tag. Dandy újabb áldozatokat szed, majd a bejárónő lányát is megfenyegeti. Dell az erőember nem bír együtt élni tettével és öngyilkosságra készül. |     |                                                          |                     |                             |                                      |             |
| 48. | 10. | Az árva ("Orphans")                                      | Bradley Buecker     | James Wong                  | 2014. december 17. 2015. május 1.    | 2.99 millió |
| Újabb tragédia történik a társulatnál: Pepper barátja meghal. Jimmyt elviszik a rendőrök, mert Dandy rákent minden gyilkosságot. Bette és Dot pénzt ad Maggie-nek, hogy keressen ügyvédet. Elsa elmeséli, hogy került a társulathoz Pepper, majd felkeresi egyetlen rokonát és nála hagyja. Pepper nővére egy gnóm babát szül, de férjével nem bírják elviselni őket. A férfi megöli a babát és Peperre kenik az egészet, akit bezárnak a Briarcliff Elmegyógyintézetbe. |     |                                                          |                     |                             |                                      |             |
| 49. | 11. | Varázslatos gondolatok ("Magical Thinking")              | Michael Goi         | Jennifer Salt               | 2015. január 7. 2015. május 8.       | 3.11 millió |
| Spencer meggyőzi Jimmy-t, hogy adja el az egyik karját neki és a pénzből lesz ügyvédje. Spencer átverni és levágja mindkét kezét. Közben egy bűvész, Chester is bekerül a társulatba akit az ikrek megkedvelnek. Dandy kideríti Chester sötét titkát majd féltékenységből megzsarolja őt. Dell és Eve megszervezik Jimmy megszöktetését. |     |                                                          |                     |                             |                                      |             |
| 50. | 12. | Főattrakció ("Show Stoppers")                            | Loni Peristere      | Jessica Sharzer             | 2015. január 14. 2015. május 8.      | 2.93 millió |
| Maggie bevall mindent és megmutatja Elsanak az egyik szörny testét a múzeumban. Dell és Spencer is lelepleződik. Elsa felkeresi azt az embert aki műlábat készített neki miután 3 náci levágta a lábát. (Itt is utalnak a 2. évadra, mert a 3 férfi közül az egyik Hans Gruper akit Dr. Arthur Ardenként ismerhettünk meg a Briarcliffben). Megkéri hogy segítsen Jimmynek. A társulat bosszút tervez Elsa ellen, mert kiderült, hogy ő ölte meg Ethelt aki rájött hogy összejátszik Spencerrel. |     |                                                          |                     |                             |                                      |             |
| 51. | 13. | Lemegy a függöny ("Curtain Call")                        | Bradley Buecker     | John J. Gray                | 2015. január 21. 2015. május 15.     | 3.27 millió |
| Elsa eladta a cirkuszt Chesternek de zavarodott állapota miatt nem tartott sokáig a főnöksége. Ezután Dandy vette át a vezetést, aki ugráltatja és lenézi a többieket. A torzszülottek lépésre szánják el magukat. Jimmy hazatér de szörnyű dolgot kell tapasztalnia. Előre ugorva az időben Elsa Hollywoodban sikeres tv-s szereplő lett saját műsorral, de a háttérben nem minden olyan tökéletes. Régi barátja (aki falábat készített neki) elvesztése után nem maradt senkije, sőt még a bizarr múltja is utoléri. Elkeseredésében Halloweenkor műsort próbál, így megidézi Edward Mordrake-et, hogy vigye magával de nem teszi meg, inkább egy olyan helyre küldi ahol örökké együtt lehet a társulattal, ahol igazi sztár válhat belőle. Később látható, hogy Desiree-nek férje és gyerekei vannak valamint Jimmy és az ikrek együtt élnek és nekik is gyermekük születik. |     |                                                          |                     |                             |                                      |             |